# Магнус Бруннер
Магнус Бруннер (нім.: [ˈmaɡnʊs ˈbʁʊnɐ]; нар. 6 травня 1972) — австрійський політик від Австрійської народної партії (ÖVP), який обіймає посаду Європейського комісара з питань внутрішніх справ та міграції з грудня 2024 року. Раніше він обіймав посаду міністра фінансів Австрії з 2021 по 2024 рік в уряді канцлера Карла Негаммера.

## Раннє життя та освіта
Бруннер вивчав юриспруденцію в Інсбруцькому університеті, Віденському університеті (доктор права) та Королівському коледжі Лондона (LLM).

## Політична кар'єра
Бруннер був членом Федеральної ради від Австрійської народної партії (ÖVP) з 1 травня 2009 року до 6 січня 2020 року.
Він обіймав посаду державного секретаря (Staatssekretär) у Міністерстві дій щодо клімату, навколишнього середовища, енергетики, мобільності, інновацій та технологій в уряді канцлера Себастьяна Курца.
Після виборів до Європейського парламенту 2024 року уряд Австрії висунув кандидатуру Бруннера на посаду європейського комісара країни під керівництвом президента Урсули фон дер Ляєн. Журналісти частково звинуватили Магнуса Бруннера у скрутному фінансовому становищі Австрії та дійшли висновку, що він був неправильним вибором на посаду європейського комісара.